# 太子楼遗址
太子楼遗址，位于中国广东省汕头市南澳县云澳镇澳前村，现为南澳县文物保护单位，类型为古遗址，公布时间为1992年8月15日。
太子楼遗址的历史年代为宋末。